# Alexander Armatas
Alexander P. Armatas es un aviador naval de la Armada de los Estados Unidos. Es el líder de vuelo y comandante de los Blue Angels, un escuadrón de demostración de vuelo de aviones de combate de élite.
Armatas se graduó de la Academia Naval de los Estados Unidos en 1998 y fue el comandante del Strike Fighter Squadron 105, también conocido como los «Gunslingers». En 2022 fue nombrado comandante de los Blue Angels. Su distintivo de llamada es «Scribe».

## Primeros años de vida
Alexander Armatas nació en Auburn Community Hospital en Auburn, Nueva York, hijo de Telemahos Armatas y Kathy Burke. Creció en Skaneateles y completó sus años de primer y segundo año en Jordan-Elbridge High School antes de mudarse a Skaneateles para completar la escuela secundaria.

## Carrera

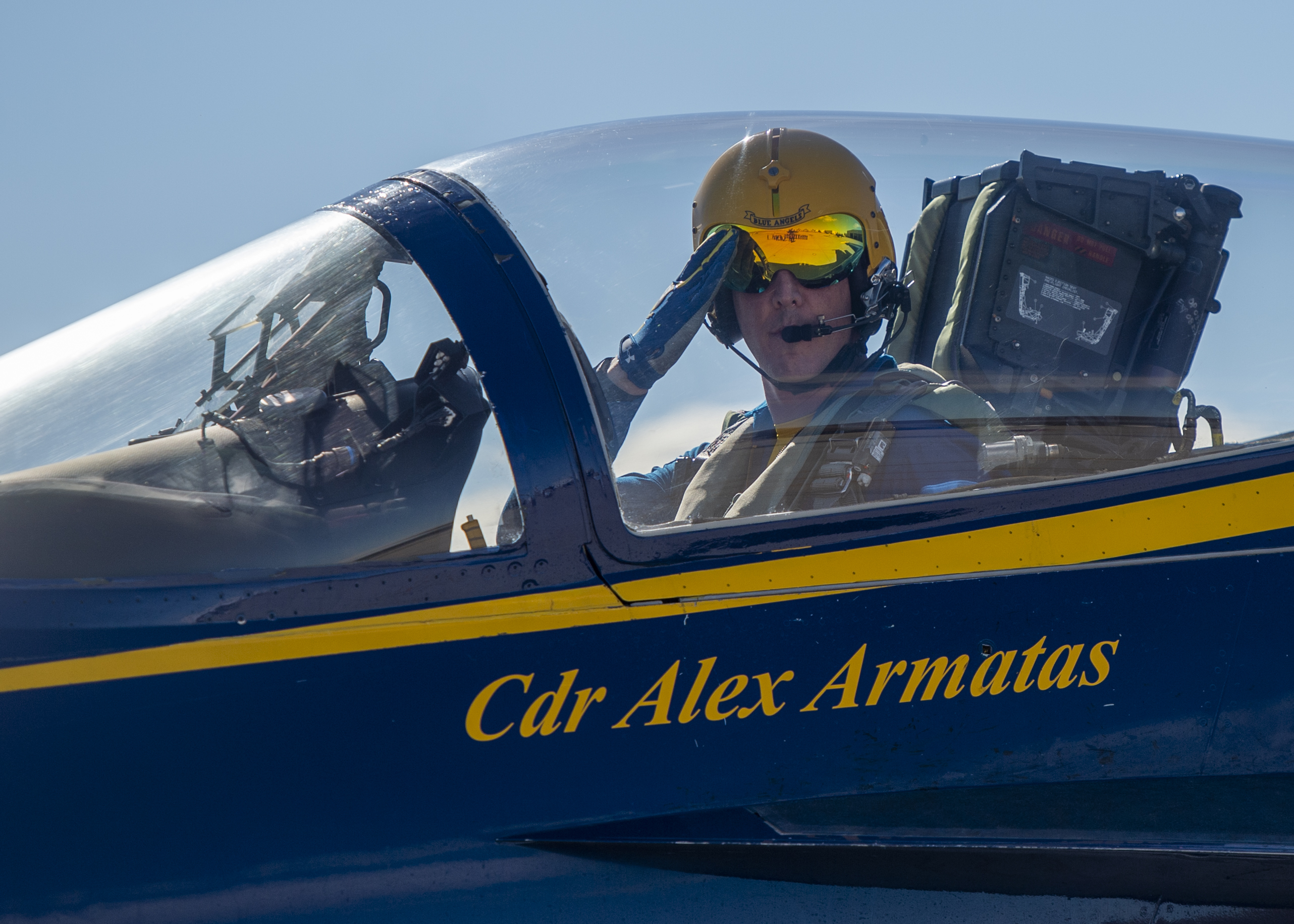
Armatas saludando antes de un vuelo de entrenamiento en 2023.

Armatas fue aceptado en la Academia Naval de los Estados Unidos en 1998, y se graduó en 2002 con un título en ingeniería aeroespacial. En 2009, se graduó del programa de Instructor de Tácticas de Strike Fighter de la Armada de los Estados Unidos (Top Gun). Se unió al Strike Fighter Squadron 122 («Flying Eagles») en la Estación Aérea Naval de Lemoore y se convirtió en piloto instructor.
Antes de unirse a los Blue Angels, Armatas completó más de 900 aterrizajes en portaaviones y registró más de 4000 horas de vuelo. En 2022 estuvo destinado en la Estación Aérea Naval Oceana como comandante del Strike Fighter Squadron 105 («Gunslingers»). Ha tenido seis despliegues en situaciones de combate: Operación Libertad Iraquí en 2006, 2008 y 2012-2013; Operación Resolución Inherente en 2015; y Operación Centinela de la Libertad en 2020-21.
Armatas ha recibido la Medalla por servicio meritorio, cuatro medallas aéreas de ataque/vuelo, cinco medallas de elogio, la medalla por logros y premios personales, de unidad y de servicio.

### Blue Angels
De 2019 a 2022, los Blue Angels estuvieron dirigidos por el capitán Brian Kesselring. En 2022, Armatas fue nombrado comandante de los Blue Angels para suceder a Kesselring. El distintivo de llamada de Armatas es «Scribe», como historiador no oficial de su unidad. Pilota el avión número uno y lidera un escuadrón de 150 personas. Los Blue Angels y Armatas vuelan en el F/A-18E y F/A-18F Super Hornet.

## Vida personal
Armatas está casado con Sandy Armatas y viven en Virginia Beach, Virginia, con sus cuatro hijos.